# Hrádok
Hrádok és un poble i municipi d'Eslovàquia que es troba a la regió de Trenčín.

## Història
La primera menció escrita de la vila es remunta al 1246.

## Demografia
| Godina             | 1994 | 2004   | 2014    | 2024    |
| ------------------ | ---- | ------ | ------- | ------- |
| Nombre de persones | 642  | 596    | 711     | 784     |
| Diferència         |      | −7,16% | +19,29% | +10,26% |

| Godina             | 2023 | 2024   |
| ------------------ | ---- | ------ |
| Nombre de persones | 770  | 784    |
| Diferència         |      | +1,81% |